# Серрана-дус-Киломбус (микрорегион)

Серрана-дус-Киломбус на карте.

Серрана-дус-Киломбус (порт. Microrregião Serrana dos Quilombos) — микрорегион в Бразилии, входит в штат Алагоас. Составная часть мезорегиона Восток штата Алагоас. Население составляет 146 573 человека (на 2010 год). Площадь — 1826,235 км². Плотность населения — 80,26 чел./км².

## Демография
Согласно сведениям, собранным в ходе переписи 2010 г. Национальным институтом географии и статистики (IBGE), население микрорегиона составляет:						
| Полное население                             | Полное население                             | Полное население                             | Полное население                             | 146 573 |
| -------------------------------------------- | -------------------------------------------- | -------------------------------------------- | -------------------------------------------- | ------- |
| в том числе:                                 | Городское население                          | 102 473                                      | Процент городского населения, %              | 69,91   |
|                                              | Сельское население                           | 44 100                                       | Процент сельского населения, %               | 30,09   |
|                                              | Мужское население                            | 71 880                                       | Процент мужского населения, %                | 49,04   |
|                                              | Женское население                            | 74 693                                       | Процент женского населения, %                | 50,96   |
| Плотность населения, чел/км²                 | Плотность населения, чел/км²                 | Плотность населения, чел/км²                 | Плотность населения, чел/км²                 | 80,26   |
| Население микрорегиона в % к населению штата | Население микрорегиона в % к населению штата | Население микрорегиона в % к населению штата | Население микрорегиона в % к населению штата | 4,70    |

## Состав микрорегиона
В составе микрорегиона включены следующие муниципалитеты:
1. Шан-Прета
2. Ибатегуара
3. Пиндоба
4. Сантана-ду-Мундау
5. Сан-Жозе-да-Лажи
6. Униан-дус-Палмарис
7. Висоза